# شرل استرید
شرل استرید (انگلیسی: Cheryl Strayed؛ زادهٔ ۱۷ سپتامبر ۱۹۶۸) نویسنده آمریکایی است. وی نویسنده کتاب وحشی: از گمشده تا پیداشده در مسیر پاسفیک کرست است که در سال ۲۰۱۲ در آمریکا توسط انتشارات آلفرد ای ناپ به چاپ رسید و به بیش از سی زبان ترجمه شد. این کتاب برای هفت هفته متوالی در صدر فهرست پرفروش‌ترین نیویورک تایمز بود.
در ۳ دسامبر ۲۰۱۴ فیلمی با نام وحشی با بازی ریس ویترسپون در نقش استرید و کارگردانی ژان-مارک ولی ساخته شد که برگرفته از کتاب استرید با همین نام بود.
کتاب وحشی در ایران برای اولین‌بار از نشر «سِتاک» و با ترجمهٔ "میعاد بانکی" منتشر شده است.